# 144716 Scotttucker
144716 Scotttucker este o planetă minoră (asteroid) din centura de asteroizi. A fost descoperită pe 13 aprilie 2004 la Goodricke-Pigott Observatory⁠(d) de Vishnu Reddy⁠(d). 
Obiectul prezintă o orbită caracterizată de o semiaxă mare de 2,9693849347331 UAi, o excentricitate de 0,04, o înclinație de 11,9 ° în raport cu ecliptica.